# Erik Trana (arkitekt)

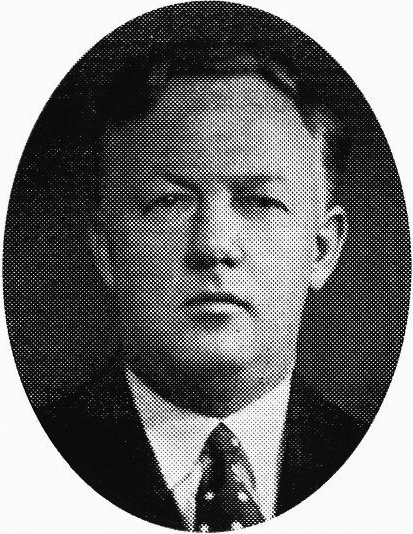
Erik Trana

Oscar Erik Wotan Trana, född 27 februari 1888 i Göteborg, död 23 februari 1967 i Stockholm, var en svensk arkitekt.
Efter studentexamen i Stockholm studerade Trana vid Kungliga Tekniska högskolan mellan 1909 och 1913. År 1915 avlade han examen vid Kungliga Konsthögskolan. Han bedrev därefter egen verksamhet som arkitekt och värderingsman i huvudstaden med uppdrag från bland andra Svenska Handelsbanken, Apotekarsocieteten och Liv-Oden.

## Stockholmsverk i urval
- Villa Gumælius (tillsammans med Joel Norborg), 1924
- Sveavägen 129, 1926
- Sveavägen 135, 1926
- Bjurholmsplan 30, 1925-1926
- Götgatan 53, 1926-1927
- S:t Eriksgatan 6, 1926

## Bilder

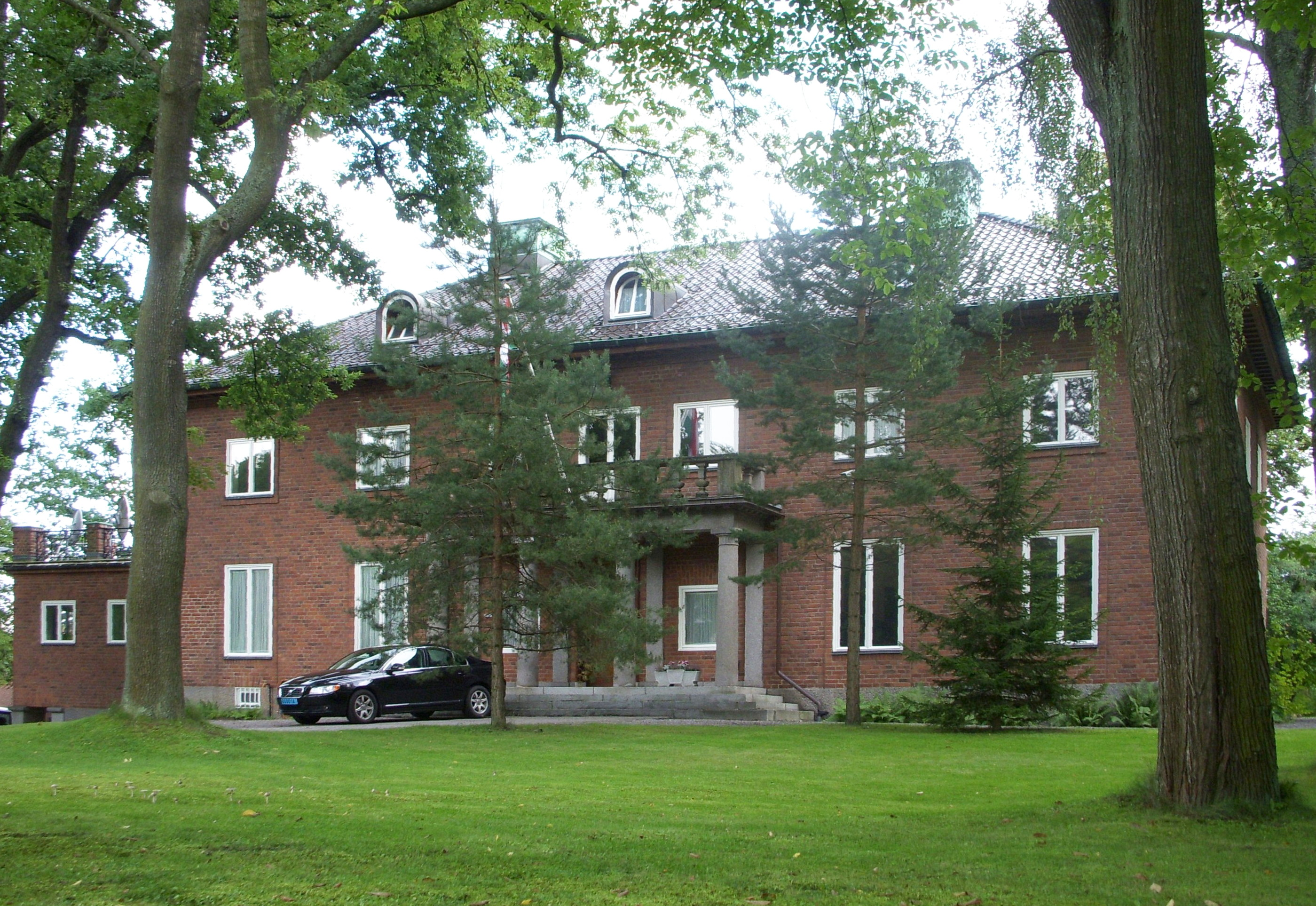
Villa Villa Gumælius
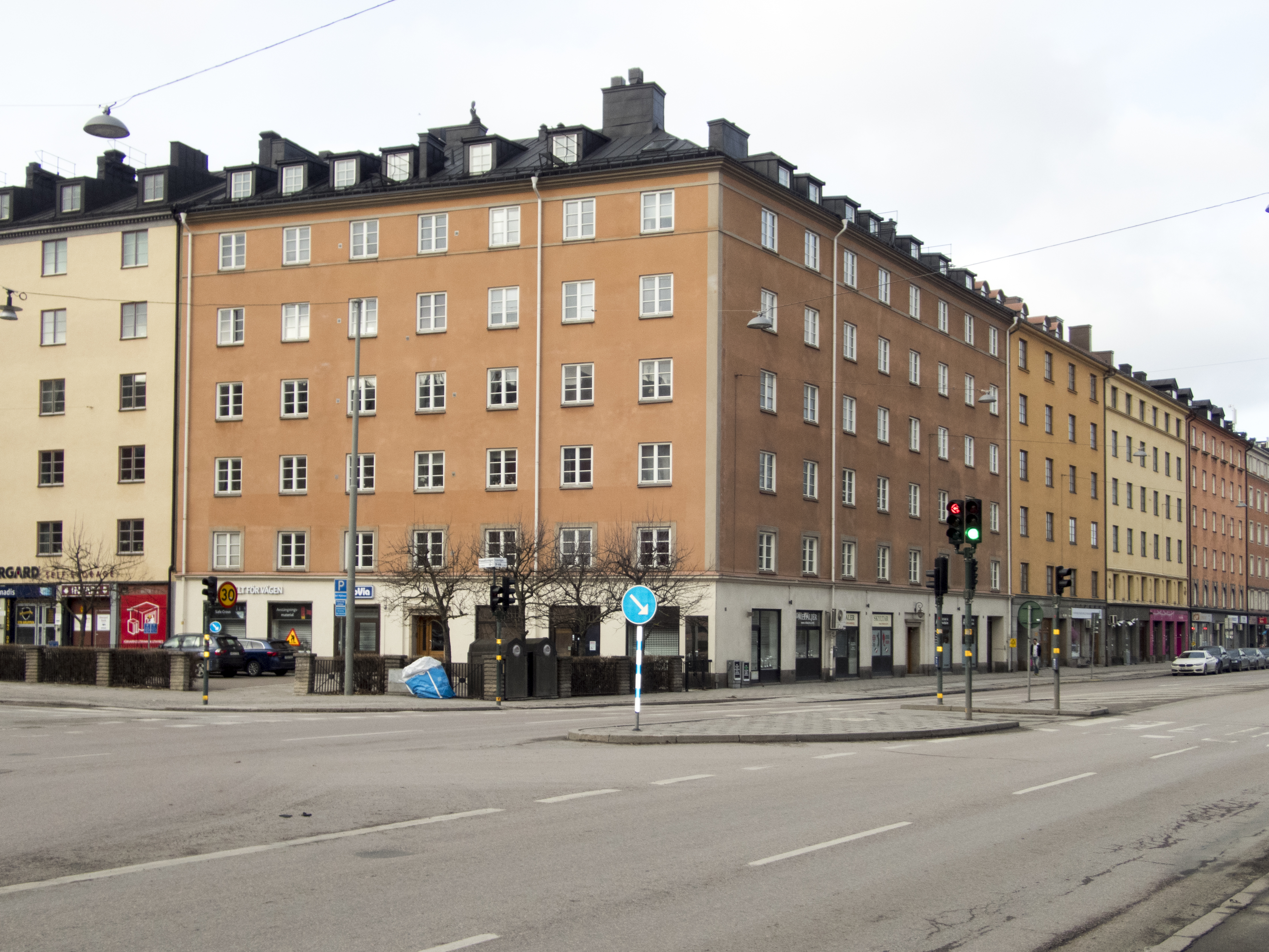
Sveavägen 129
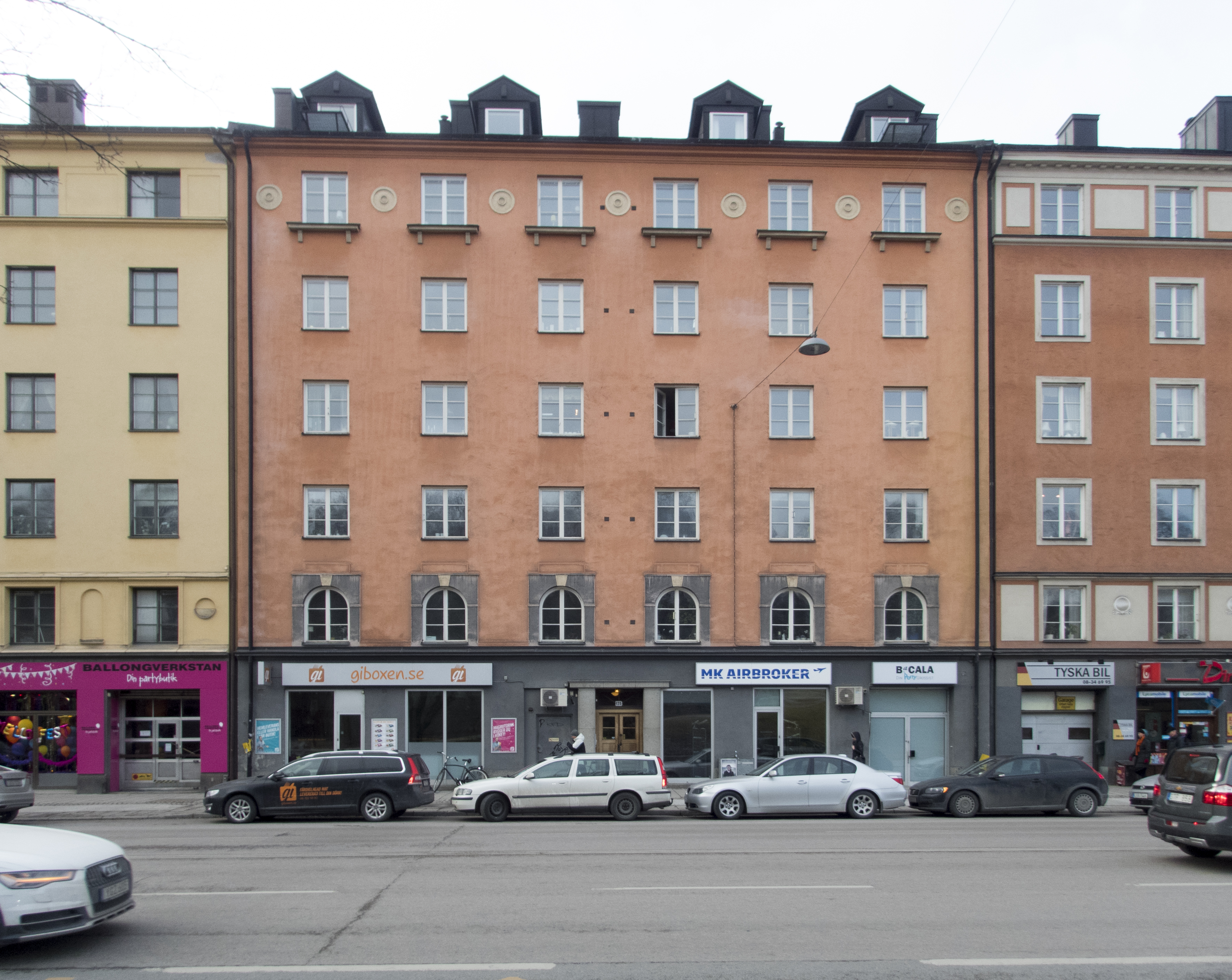
Sveavägen 135